# Jan Ladislav Dussek
Jan Ladislav Dussek, właśc. Jan Ladislav Dusík (ur. 12 lutego 1760 w Čáslavi, zm. 20 marca 1812 w Saint-Germain-en-Laye)  – czeski kompozytor i pianista okresu przejściowego między klasycyzmem a romantyzmem. 
Dussek był ważnym poprzednikiem romantycznych kompozytorów utworów na fortepian, szczególnie Chopina, Schumanna i Mendelssohna. Wiele jego dzieł brzmi uderzająco nowocześnie, szczególnie, gdy porównać z późnoklasycznym stylem innych kompozytorów, istnieje nawet spór, czy późniejsi kompozytorzy byli zainspirowani przez Dusseka. Stylistycznie, Dussek ma więcej wspólnego z erą romantyczną niźli z klasyczną, chociaż większość jego prac poprzedzało romantyzm o co najmniej dwie dekady.